# Sécessions de la plèbe
 (janvier 2017).
Les sécessions de la plèbe (en latin : secessio plebis) désignent plusieurs épisodes historiques aboutissant à l'exercice informel du pouvoir par les citoyens plébéiens romains, comparables à des grèves. Durant une sécession, de nombreux citoyens abandonnent simplement la ville en signe d'opposition à l'ordre des patriciens.
De l'institution de la République jusqu'aux guerres puniques, la plèbe et le patriciat luttent pour gouverner la Ville. La République romaine est une oligarchie dominée par la minorité des patriciens qui cherche à consolider leur position face à la masse de la plèbe. Cette dernière revendique davantage de droits et de pouvoirs : c'est le conflit des ordres. Il y a eu plusieurs sécessions de la plèbe tout au long de cette période de tensions politiques.

## Sécessions de la plèbe dans l'histoire romaine

### Première sécession (494 av. J.-C.)
La première crise a lieu au lendemain de la chute de la royauté. Le passage d'un système monarchique à un système oligarchique ne profite pas à la plèbe qui, écrasée de dettes, doit faire face aux lois romaines particulièrement dures et subit la loi du patriciat : les créanciers, appartenant surtout à l'aristocratie sénatoriale et donc au patriciat, ont droit d'enchaîner, de vendre comme esclave ou encore de mettre à mort les débiteurs. La plèbe se révolte plusieurs fois entre 495 et 494 av. J.-C., et doit finalement se retirer en masse sur l'Aventin, comme l'explique Tite-Live : « [...] sans l'ordre des consuls, [les plébéiens] se retirèrent sur le mont Sacré, au-delà du fleuve Anio, à trois milles de Rome » (Histoire romaine, II, 32).
De cette façon, les patriciens leurs concèdent quelques droits, dont notamment des représentants, les tribuns de la plèbe.
Ainsi, Tite-Live écrit :

« On s'occupa ensuite des moyens de réconciliation. Les conditions auxquelles on s'arrêta furent que le peuple aurait ses magistrats à lui, que ces magistrats seraient inviolables, qu'ils le défendraient contre les consuls et que nul patricien ne pourrait obtenir cette magistrature. On créa donc deux tribuns du peuple, Caius Licinius et Lucius Albinus. Ils se donnèrent trois collègues, parmi lesquels se trouvait Sicinius, le chef de la sédition. On n'est pas d'accord sur le nom des deux autres. Quelques auteurs prétendent qu'on ne créa que deux tribuns sur le mont Sacré et que c'est là aussi que fut portée la loi Sacrée. »

— Tite-Live, Histoire romaine, II, 33, 1-3.
Cet épisode en partie légendaire est aussi connu sous le nom de : l'insurrection du mont Sacré.

### Deuxième sécession (449 av. J.-C.)
Pendant près de dix ans, le Sénat patricien et les tribuns de la plèbe s'opposent autour du projet de la Lex Terentilia au sujet de la mise par écrit des lois et des droits des consuls, les principaux magistrats. En 451 av. J.-C., le premier décemvirat est créé et dix tables sont élaborées. L'année suivante, un second collège est mis en place pour compléter ces lois, toujours avec Appius Claudius Sabinus comme président.
Pendant cette seconde année, ces magistrats abusent du pouvoir et gouvernent avec despotisme, brimant la plèbe et ignorant le Sénat. Appius Claudius, le plus puissant d'entre eux, s'attire la haine du peuple. Au bout de l'année, ils ajoutent deux nouvelles tables aux précédentes, ce qui fait appeler ce code Loi des Douze Tables.
Après le 15 mai 449 av. J.-C., quoique leur mandat d’un an est terminé et leur travail législatif est achevé, les décemvirs gardent le pouvoir de leur propre autorité, s'entourent d'une garde nombreuse, et étouffent toute protestation émanant de la plèbe. À la suite de deux crimes de la part des décemvirs, la plèbe se révolte et se retire en masse sur le Mont Sacré, les soldats se mutinent et reviennent camper sur la colline face à Rome. Les décemvirs sont contraints de démissionner, le Sénat rétablit les anciennes magistratures, consulat et tribunat. De cette très grave crise, Rome retire les fondements de son droit, la Loi des Douze Tables. La loi est rédigée et visible de tous. Mais les inégalités entre patriciens et plébéiens demeurent fortes.

### Troisième sécession (287 av. J.-C.)
Des terres en Sabine sont conquises, mais celles-ci sont exclusivement réservées à l'aristocratie sénatoriale. La plèbe se retire alors sur le Janicule pour obtenir l’assignation de ces terres nouvellement conquises. Quintus Hortensius, nommé dictateur, soutenu par Manius Curius Dentatus, promulgue les lois hortensiennes qui favorisent la plèbe pour qu’elle revienne dans la cité. Elles amnistient et allègent les dettes et donnent aux plébiscites décidés par le concile plébéien force de loi pour le peuple entier (suppression de la ratification sénatoriale traditionnelle, l'auctoritas patrum). La puissance de l’opposition démocratique se trouve augmentée.
Il n'y a plus de différence juridique entre les deux ordres, et cela signe la fin du conflit des ordres.